# Bernd Bransch
Bernd Bransch (Halle, Alemania, 24 de septiembre de 1944 - 11 de junio de 2022) fue un futbolista alemán que se desempeñaba como mediocampista, siendo el capitán de la selección de fútbol de Alemania Democrática durante un tiempo. En 1968 y 1974 fue honrado como el Futbolista del Año de Alemania Oriental.
Bransch participó en los Juegos Olímpicos de Munich 1972, en los que su equipo de Alemania Oriental aseguró una medalla de bronce, y en el equipo ganador de la medalla de oro en los Juegos Olímpicos de Montreal 1976. También jugó en la Copa Mundial de la FIFA de 1974. 
En total Bransch jugó 317 partidos de liga, anotando 43 goles.

## Clubes
| Club               | País | Año       |
| ------------------ | ---- | --------- |
| SC Chemie Halle    | RDA  | 1962-1973 |
| FC Carl Zeiss Jena | RDA  | 1973-1974 |
| SC Chemie Halle    | RDA  | 1974-1977 |